# Erwin (Tennessee)
Erwin – miasto w Stanach Zjednoczonych, w stanie Tennessee, siedziba administracyjna hrabstwa Unicoi.
13 września 1916 roku w mieście miała miejsce egzekucja słonicy Mary.